# قسم آبكش الريفي (مقاطعة دير)
قسم آبكش الريفي (بالفارسية: دهستان آبکش) هي منطقة ريفية تقع في ناحية بردخون في إيران. يقدر عدد سكانها بـ 3,954 نسمة .